# Costanana flavina
Costanana flavina är en insektsart som beskrevs av Delong och Freytag 1972. Costanana flavina ingår i släktet Costanana och familjen dvärgstritar. Inga underarter finns listade i Catalogue of Life.